# Голомшток, Игорь Наумович
И́горь Нау́мович Голомшто́к (англ. Igor Golomstock; 11 января 1929, Тверь — 12 июля 2017, Лондон) — советский и британский историк мирового искусства.

## Биография
Мать — Мэри Самуиловна Голомшток, из семьи томских евреев-кантонистов, врач-невропатолог. Отец — Наум Яковлевич Коджак (1890, Севастополь — 1991, Свердловск), из семьи крымских караимов, горный инженер, музыкант-любитель, в 1934 году был арестован «за антисоветскую пропаганду», осуждён на 5 лет лагерей. Игорь был записан в школу под фамилией матери, которую и носил всю жизнь. В 1937 году перебрался с матерью в Москву. В 1939—1943 годах с матерью и отчимом Иосифом Львовичем Таубкиным жил и учился в Магадане.
Окончил Финансовый институт в Москве (1949), в 1948 году поступил на вечернее отделение искусствоведения филологического (впоследствии — исторического) факультета МГУ. Работал во Всесоюзных научно-исследовательских мастерских по реставрации архитектурных памятников, в отделе передвижных выставок Дирекции художественных выставок и панорам Министерства культуры СССР, в ГМИИ (1955—1963), затем — старший научный сотрудник ВНИИТЭ. Летом 1964 года по приглашению Виктора Никитича Лазарева читал курс лекций по современному западному искусству на искусствоведческом отделении МГУ.
Дружил с М. Розановой и А. Синявским, художниками Б. Свешниковым, Б. Биргером и др. Перевёл роман А. Кестлера «Слепящая тьма», перевод циркулировал в самиздате. В 1965 году привлечён как свидетель по делу Даниэля-Синявского, «за отказ от дачи показаний» был приговорён к 6 месяцам принудительных работ (фактически — крупному денежному штрафу).
Из-за идеологических санкций советское искусство лишилось многих работ И. Голомштока. Во всех советских органах печати его имя попало под запрет. Это относилось как к будущим публикациям, так и к прошлым. Договор по книге об Иерониме Босхе с издательством «Искусство» был расторгнут издательством. Та же участь постигла и договор о печати альбома картин Сезанна в «Авроре». Готовая книга «Эстетическая природа течений в современном зарубежном искусстве. — М.: Искусство, 1964.» была уничтожена. Большая статья об исторических взаимосвязях ремесла, искусства и дизайна вошедшая в сборник научных трудов ВНИИТЭ «Техническая эстетика» № 2 была удалена (весь тираж пошел под нож и затем был напечатан без статьи).
C 1972 года — в эмиграции в Великобритании. Сотрудничал с Русской службой Би-би-си. Ответственный секретарь журнала «Континент», публиковался в журналах «Континент», «Синтаксис». Перевёл книгу британского историка и политика Николаса Бетелла «Последняя тайна» (опубл. 1977). Преподавал в Сент-Эндрусском, Эссексском, Оксфордском университетах.

## Семья
- Первая жена — Нина Казаровец-Голомшток (род. 1927).
  - Сын Вениамин (гитарист Miranda Sex Garden в 1992—2000).
- Вторая жена — Флора Михайловна Гольдштейн (род. 1937), искусствовед[2]. Её старшая сестра Карма Моисеевна Гольдштейн (1933—2011) была замужем за историком Львом Слёзкиным, их сын — историк Юрий Слёзкин[3].

## Труды

### На русском языке
- Голомшток И., Каретникова И. Искусство стран Латинской Америки. — М., Искусство, 1959.
- Пикассо. М.: Знание, 1960 (в соавторстве с А. Синявским). Книга получила положительную рецензию И. Эренбурга. Тираж — 100 000, впоследствии был арестован. Первая книга о Пикассо, напечатанная в России со времён революции[1].
- Искусство древней Мексики. М.: Гос. изд-во изобразительного искусства, 1962.
- Эстетическая природа течений в современном зарубежном искусстве. М.: Искусство, 1964. ~ 350 с.[1] Из-за идеологических санкций книга, уже было набранная в типографии — была аннулирована и созданный набор был рассыпан[1].
- Большая статья об исторических взаимосвязях ремесла, искусства и дизайна. Изначально вошла в сборник научных трудов ВНИИТЭ «Техническая эстетика» № 2. Из-за идеологических санкций сборник был полностью пущен под нож и затем напечатан без статьи. По счастливой случайности один из работников типографии сохранил несколько экземпляров первоначального сборника и в итоге один из них сохранился в домашнем архиве Игоря Голомштока[1].
- Искусство Западной Европы. — М.: Искусство, 1964 (в соавторстве с Б. Виппером).
- Современное прогрессивное искусство в странах капитализма. — М.: Искусство, 1965 (в соавторстве с И. А. Каретниковой).
- Иероним Босх. — М.: Искусство, 1974 (под псевдонимом Г. Фомин).
- Е. Георгиевская, А. Барская. Поль Сезанн. 1975. — 204 с. (А. Барская — псевдоним Игоря Голомштока. Это фамилия его знакомой, которая опубликовала книгу Игоря Голомштока под своим именем и передала ему гонорар[4]).
- Тоталитарное искусство. — М.: Галарт, 1994.
- Искусство авангарда в портретах его представителей в Европе и Америке. — М.: Прогресс-Традиция, 2004.
- Английское искусство от Ганса Гольбейна до Дэмиена Херста. — М.: Три квадрата, 2008.
- Воспоминания старого пессимиста // Знамя. — 2011. — № 2-4.
- Занятие для старого городового: мемуары пессимиста. — Москва: ACT: Редакция Елены Шубиной, 2015. — 346 [6] с. : ил. — (Мемуары — XXI век).

### На английском языке
- Soviet art in exile. New York: Random House, 1977 (в соавторстве с А. Глезером).
- From Russia with art. New York, 1977.
- Totalitarian art in the Soviet Union, the Third Reich, Fascist Italy, and the People’s Republic of China. London: Collins Harvill, 1990 (неоднократно переиздана, переведена на многие языки).
- Igor Golomshtok, Alexander Glezer. Unofficial Art from the Soviet Union. — Martin Secker & Warburg Ltd. — 176 pages. — ISBN 978-0-436-47700-3.
- Soviet emigré artists : life and work in the USSR and the United States / Marilyn Rueschemeyer, Igor Golomshtok, Janet Kennedy. 1985[5].